# Łąki (Śladków Duży)
Łąki – część wsi Śladków Duży w Polsce położona w województwie świętokrzyskim, w powiecie kieleckim, w gminie Chmielnik.
W latach 1975–1998 Łąki administracyjnie należały do województwa kieleckiego.